# Wybory parlamentarne w Korei Północnej w 2014 roku
Wybory parlamentarne w Korei Północnej w 2014 roku odbyły się 9 marca 2014. W opinii analityków, były to typowe wybory pokazowe. Wszyscy kandydaci pochodzili z Partii Pracy Korei. Udział w wyborach był dla obywateli obowiązkowy. Kim Dzong Un w okręgu nr 111 uzyskał 100%. 

## Wyniki wyborów
Według oficjalnych wyników wyborów koalicja Demokratycznego Frontu na rzecz Zjednoczenia Ojczyzny, w skład której wchodzą trzy partie polityczne, zdobyła wszystkie miejsca w północnokoreańskim parlamencie. Frekwencja wynieść miała 99,97%.
| Lista                                               | Miejsca | Wynik |
| --------------------------------------------------- | ------- | ----- |
| Demokratyczny Front na rzecz Zjednoczenia Ojczyzny: | 687     | 100%  |
| Partia Pracy Korei                                  | 607     |       |
| Koreańska Partia Socjaldemokratyczna                | 50      |       |
| Czundoistyczna Partia Czongu                        | 22      |       |
| kandydaci niezależni                                | 8       |       |
| Suma: 687/100%, frekwencja: 99.97%                  |         |       |

Z uwagi na totalitarny charakter północnokoreańskiego państwa oraz brak autentycznego pluralizmu politycznego obserwatorzy wskazywali, że wybory nie były demokratyczne, a miały charakter wyborów pokazowych.